# Nguyễn Phúc Hòa Tường
Nguyễn Phúc Hòa Tường (chữ Hán: 阮福和祥; 27 tháng 10 năm 1835 – ?), phong hiệu Hương Khê Công chúa (香溪公主), là một công chúa con vua Minh Mạng nhà Nguyễn trong lịch sử Việt Nam.

## Tiểu sử
Hoàng nữ Hòa Tường sinh ngày 6 tháng 9 (âm lịch) năm Ất Mùi (1835), là con gái thứ 49 của vua Minh Mạng, mẹ là Cung nhân Trần Thị Mỹ (không rõ lai lịch). Công chúa là người con duy nhất của bà Cung nhân.
Công chúa Hòa Tường lấy chồng là Phò mã Đô úy Dương Dũ, không rõ vào năm nào, nhưng có thể là vào năm Tự Đức thứ 6 (1853).
Sử sách cũng không ghi lại năm bà Hòa Tường được sách phong làm Hương Khê Công chúa (香溪公主), nhưng ước chừng là vào năm Tự Đức thứ 22 (1869), vì những công chúa chị em của bà đều được phong danh hiệu vào năm này.
Không rõ công chúa Hòa Tường mất vào năm nào. Mộ của bà được táng tại An Cựu (thuộc Hương Thủy, Thừa Thiên - Huế).